# Коидзуми (княжество)
Княжество Коидзуми (яп. 小泉藩 Коидзуми-хан) — феодальное княжество (хан) в Японии периода Эдо (1600—1871). Коидзуми-хан располагался в провинции Ямато (современная префектура Нара) на острове Хонсю.

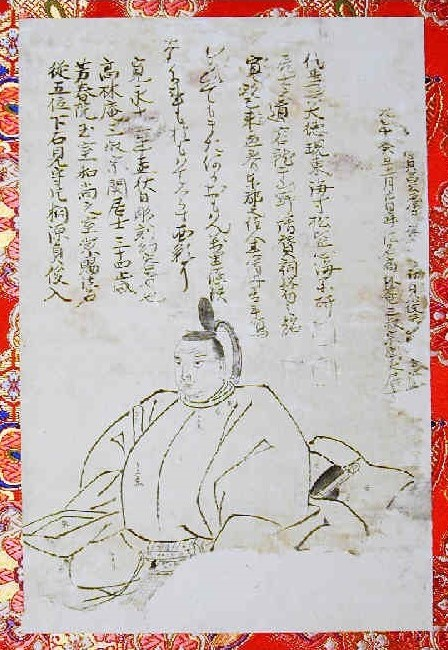
Катагири Садамаса (1605—1673), 2-й даймё Коидзуми-хана (1627—1673)

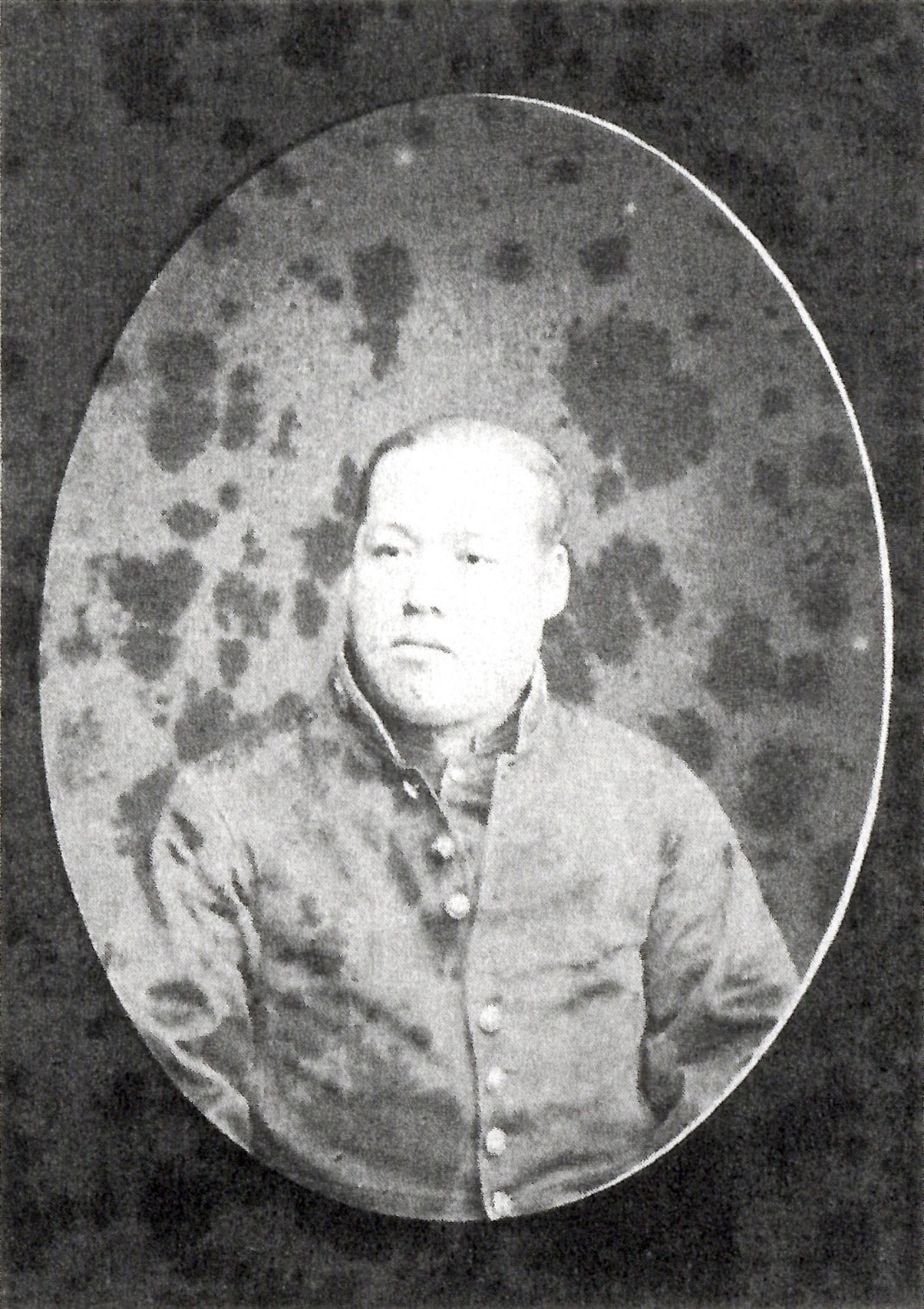
Катагири Садаацу (1841—1893), последний (12-й) даймё Коидзуми-хана (1862—1871)

Административный центр хана: Замок Коидзуми в провинции Ямато (современный город Яматокорияма в префектуре Нара). На протяжении всей истории княжество управлялось самурайским родом Катагири. Хан был основан Катагири Садатакой, младшим братом знаменитого Катагири Кацумото.
В июле 1871 года после административно-политической реформы Коидзуми-хан был ликвидирован. На территории бывшего княжества была создана префектура Коидзуми, которая позднее стала частью современной префектуры Нара.

## Список даймё
- Род Катагири (тодзама-даймё; 10,000→16,000→13,000→11,000 коку)

1. Катагири Садатаки (яп. 貞隆) (1560—1627), даймё Коидзуми-хана (1600—1627), второй сын Катагири Наомасы
2. Катагири Садамаса (яп. 貞昌) (1605—1673), даймё Коидзуми-хана (1627—1673), старший сын предыдущего
3. Катагири Садафуса (яп. 貞房) (1642—1710), даймё Коидзуми-хана (1674—1710), третий сын предыдущего
4. Катагири Садаоки (яп. 貞起) (1669—1741), даймё Коидзуми-хана (1710—1741), приёмный сын предыдущего
5. Катагири Саданари (яп. 貞音) (1712—1750), даймё Коидзуми-хана (1741—1750), второй сын предыдущего
6. Катагири Садаёси (яп. 貞芳) (1740—1805), даймё Коидзуми-хана (1750—1787), старший сын предыдущего
7. Катагири Садааки (яп. 貞章) (1771—1822), даймё Коидзуми-хана (1787—1815), старший сын предыдущего
8. Катагири Саданобу (яп. 貞信) (1802—1848), даймё Коидзуми-хана (1815—1841), старший сын предыдущего
9. Катагири Саданака (яп. 貞中) (1827—1843), даймё Коидзуми-хана (1841—1843), старший сын предыдущего
10. Катагири Садатэру (яп. 貞照) (1839—1862), даймё Коидзуми-хана (1843—1862), четвёртый сын Катагири Саданобу
11. Катагири Садатоси (яп. 貞利) (1839—1862), даймё Коидзуми-хана (1862), сын Хондзё Митиёси, 10-го даймё Такатоми-хана, приёмный сын предыдущего
12. Катагири Садаацу (яп. 貞篤) (1841—1893), последний (12-й) даймё Коидзуми-хана (1862—1871), приёмный сын предыдущего.

Катагири Садамаса (1605—1673), 2-й даймё Коидзуми-хана, был важной фигурой в истории японской чайной церемонии. Он основал Сэкисю-рю (школу японской чайной церемонии). В истории он также был известен ка Катагири Сэкисю.